# Ion Cărăruș
Ion Cărăruș là một cầu thủ bóng đá người Moldova thi đấu cho đội bóng România Liga II Știința Miroslava, ở vị trí tiền vệ. Anh cũng là một thành viên của U-21 Moldova.

## Sự nghiệp bóng đá
Cărăruș ra mắt chuyên nghiệp cho Zimbru tại Divizia Națională vào ngày 11 tháng 9 năm 2016 trước Zaria Bălți.